# Polska Scena Punk Vol.2
Polska Scena Punk Vol.2 – album muzyczny zawierający utwory różnych wykonawców muzycznych wydany w 1997 r. Ukazał się nakładem wytwórni muzycznej GRS Tapes, a nośnikiem danych dla ścieżki dźwiękowej była jedna kaseta magnetofonowa. Była to druga publikacja w ramach serii albumów wydawanych pod szyldem Polska Scena Punk.

## Historia

### Wydanie pierwsze
Pomysł, idea, ale przede wszystkim również możliwość wydania albumów serii Polska Scena Punk wynikły z faktu, że Piotr Giglewicz, lider zespołu Uliczny Opryszek, wcześniej także wspólnie ze swoim bratem, Mariuszem Giglewiczem (w różnych okresach czasu m.in. Nauka o Gównie, Uliczny Opryszek), zgromadził bardzo dużą kolekcję historycznych nagrań, często nigdzie niedostępnych. W kolekcji tej są dema, bootlegi i dawne albumy, często już w czasie ich publikacji trudno dostępne. Dzięki temu w prowadzonej przez Mariusza Gilewicza wytwórni muzycznej „GRS Tapes” rozpoczęto wydanie albumów z tej serii wydawniczej. Pierwszy album pod tytułem „Polska Scena Punk” ukazał się w 1997 r. Na jego okładce wydawca zapowiedział, że jest to pierwsza kompilacja z planowanych wydawnictw cyklicznych. Druga, niniejsza składanka z serii, już z określeniem w tytule numeru w ramach serii wydawniczej, pod tytułem „Polska Scena Punk Vol.2” ukazała się również w 1997 r., a następna, trzecia pod tytułem „Polska Scena Punk Vol.3” w 2000 r.

### Reedycja
W późniejszym czasie wydano także reedycję tego albumu, która została zapisana już na płycie kompaktowej wydanej już przez NOG Records. W tym wydaniu albumu zamieszczono wszystkie utwory z wydania pierwszego. Nie mniej jednak na płycie kompaktowej utwory zapisano w innej kolejności niż na kasecie magnetofonowej, grupując po dwa utwory tych wykonawców, którzy mieli po dwie piosenki w albumie. Jednak według innego opracowania, kolejność utworów na płycie nie zmieniła się względem kasety.

### Polska Scena Punk Vol.2 Czy Pamiętasz?
Mariusz Gilewicz na bazie swoich doświadczeń z wytwórnią „GRS Tapes”, w ramach której wydawał albumy muzyczne zamieszczane na kasetach magnetofonowych, założył z kolei wytwórnię NOG Records, w której wydawnictwa ukazywały się już na płytach kompaktowych. Kontynuowano tu wydawania albumów pod hasłem „Polska Scena Punk”, w tym ukazał się album pod tytułem „Polska Scena Punk Vol.2” z 2020 r. Miał on jednak dodany podtytuł „Czy Pamiętasz?” i całkowicie nowy zestaw utworów innych w przeważającej części niż w niniejszym albumie wykonawców.

## Album
Album muzyczny „Polska Scena Punk Vol.2” został wydany w 1997 r., w Polsce, przez wytwórnię muzyczną GRS Tapes. Jako nośnik danych dla ścieżki dźwiękowej zastosowano jedną kasetę magnetofonową. W ramach wymienionej wytwórni muzycznej album otrzymał identyfikator: 014. Jest albumem kompilacyjnymą. Zawiera 17 utworów muzycznych, przy czym na stronie A taśmy magnetycznej zostało nagranych 8 piosenek, a na stronie B jest ich nagranych 7.
Album został wydany pod patronatem kampanii społecznej prowadzonej pod hasłem „Muzyka Przeciwko Rasizmowi”, zapoczątkowanej przez Marcina Kornaka i realizowanej przez Stowarzyszenie „Nigdy Więcej”. W związku z tym jest wymieniony na stronie domowej prowadzonej przez to stowarzyszenie.

## Muzyka i wykonawcy
Muzyka zaprezentowana w ramach albumu należy do kilku nurtów muzycznych przynależnych do gatunku muzycznego jakim jest rock, przy czym wykonawcy, których utwory zamieszczono w albumie postrzegani są jako przynależni do muzycznej sceny alternatywnej, niezależnej. Pośród wspominanych nurtów muzycznych, do których zaliczane są prezentowane utwory, dominuje punk rock. W albumie zamieszczono utwory ośmiu różnych wykonawców. Są to następujące zespoły: Cela nr 3, Dywersja, MSW, Nauka o Gównie, Piwniczne Odpady, Robotnik, Uliczny Opryszek, Sex Mrufki. W albumie zamieszczony jest jeden utwór zespołu Nauka o Gównie i po dwa utworu każdego z pozostałych wykonawców.

## Utwory
| Lp. | Wykonawca        | Tytuł                      | kaseta strona, numer | Lp. CD (reedycja) |
| --- | ---------------- | -------------------------- | -------------------- | ----------------- |
| 1   | Uliczny Opryszek | Deklaracje                 | A1                   | 14                |
| 2   | Robotnik         | My nie chcemy uciekać stąd | A2                   | 10                |
| 3   | Piwniczne Odpady | Nie robicie nic            | A3                   | 9                 |
| 4   | Dywersja         | Niezależność               | A4                   | 4                 |
| 5   | MSW              | Skrawek                    | A5                   | 6                 |
| 6   | Cela nr 3        | Święty                     | A6                   | 2                 |
| 7   | Nauka o Gównie   | NOG                        | A7                   | 7                 |
| 8   | Sex Mrufki       | Przyziemne sprawy          | A8                   | 13                |
| 9   | Piwniczne Odpady | Andrzej                    | B1                   | 8                 |
| 10  | Robotnik         | Wykopmy rasizm...          | B2                   | 11                |
| 11  | Dywersja         | Faszyzm                    | B3                   | 3                 |
| 12  | Cela Nr 3        | Sen                        | B4                   | 1                 |
| 13  | Uliczny Opryszek | Nuda                       | B5                   | 15                |
| 14  | MSW              | Rzeczywistość boli         | B6                   | 5                 |
| 15  | Sex Mrufki       | W plecy                    | B7                   | 12                |

## Odbiór i oceny
Album w serwisie internetowym Discogs otrzymał ocenę, według stanu na styczeń 2025 r. – (Avg Rating):  (3.67/5 przy 3 oceniających), przy czym pośród osób przynależących do tej społeczności internetowej w tym czasie 10 osób deklarowało posiadanie albumu, a 4 osoby, iż chciałoby go posiadać.